# Edward Drinker Cope
Edward Drinker Cope (ur. 28 lipca 1840 w Filadelfii, zm. 12 kwietnia 1897 tamże) – amerykański paleontolog, zoolog i ewolucjonista.

## Życiorys
Był jednym z propagatorów teorii ewolucji J.B. Lamarcka. W latach 1864–1867 wykładał zoologię porównawczą i botanikę w Haverford College (k. Filadelfii). Przez następne 22 lata prowadził prace naukowe: odkrywał i opisywał wymarłe zwierzęta zachodniej części USA, pracując m.in. jako paleontolog w Geological Survey. W latach 1878–1897 był jednym z właścicieli i współtwórcą „The American Naturalist”. Od 1889 związany z University of Pennsylvania (1889–1895 – profesor geologii, 1895–1897 – profesor zoologii i anatomii porównawczej). Opisał około 1000 gatunków kręgowców kopalnych, napisał 1200 książek i prac naukowych, w tym Reptilia and Aves of North America (1869–1870) i Relation of Man to Tertiary Mammalia (1875). Opracował historię ewolucji koniowatych oraz rozwoju uzębienia ssaków. W 1896 roku sformułował tzw. „regułę Cope’a”, według której wśród przedstawicieli linii ewolucyjnych pojawia się tendencja do zwiększania rozmiarów ciała. W 1896 był także prezydentem American Association for the Advancement of Science.
Pod koniec XIX wieku rywalizował z Othnielem Charlesem Marshem w odkrywaniu nowych gatunków dinozaurów, ich rywalizacja nazywana była „wojną o kości”.
Podczas jednej z licznych ekspedycji paleontologicznych, na którą wyruszył do stanu Wirginia, poważnie zachorował i wkrótce potem zmarł w swoim rodzinnym domu. Po śmierci, na życzenie Cope’a, jego mózg przekazano Wistar Institute na Uniwersytecie Pensylwanii.